# Déu del tro
El déu del tro és la divinitat que en algunes mitologies encara el tro i el llamp (ja que són fenòmens que acostumen a ocórrer alhora). Pot estar assumit com a atribut del déu del cel o bé ser una figura independent, normalment de gran poder.

## Alguns deus del tro
- Adad, de la mitologia mesopotàmica
- Zeus, grec (el llançament de llamps és una qualitat d'aquest déu que serà heretada per molts d'altres posteriors)[1]
- Perun per als eslaus
- Thor, que generava els trons amb un gran martell
- Xolotl, asteca
- Seth, dels egipcis[2]
- Mamaragan, de la mitologia australiana

## Galeria

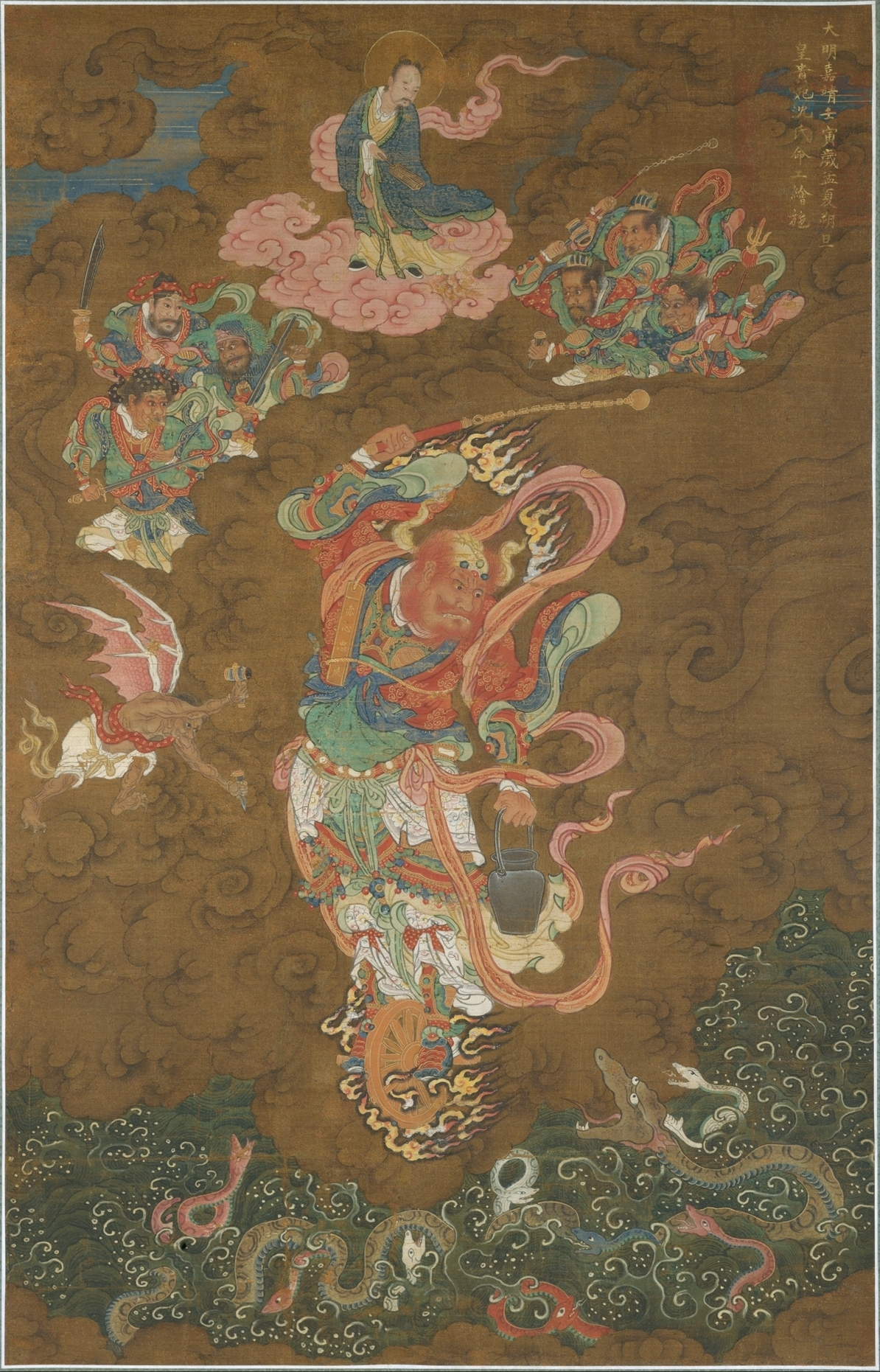
Lei Gong
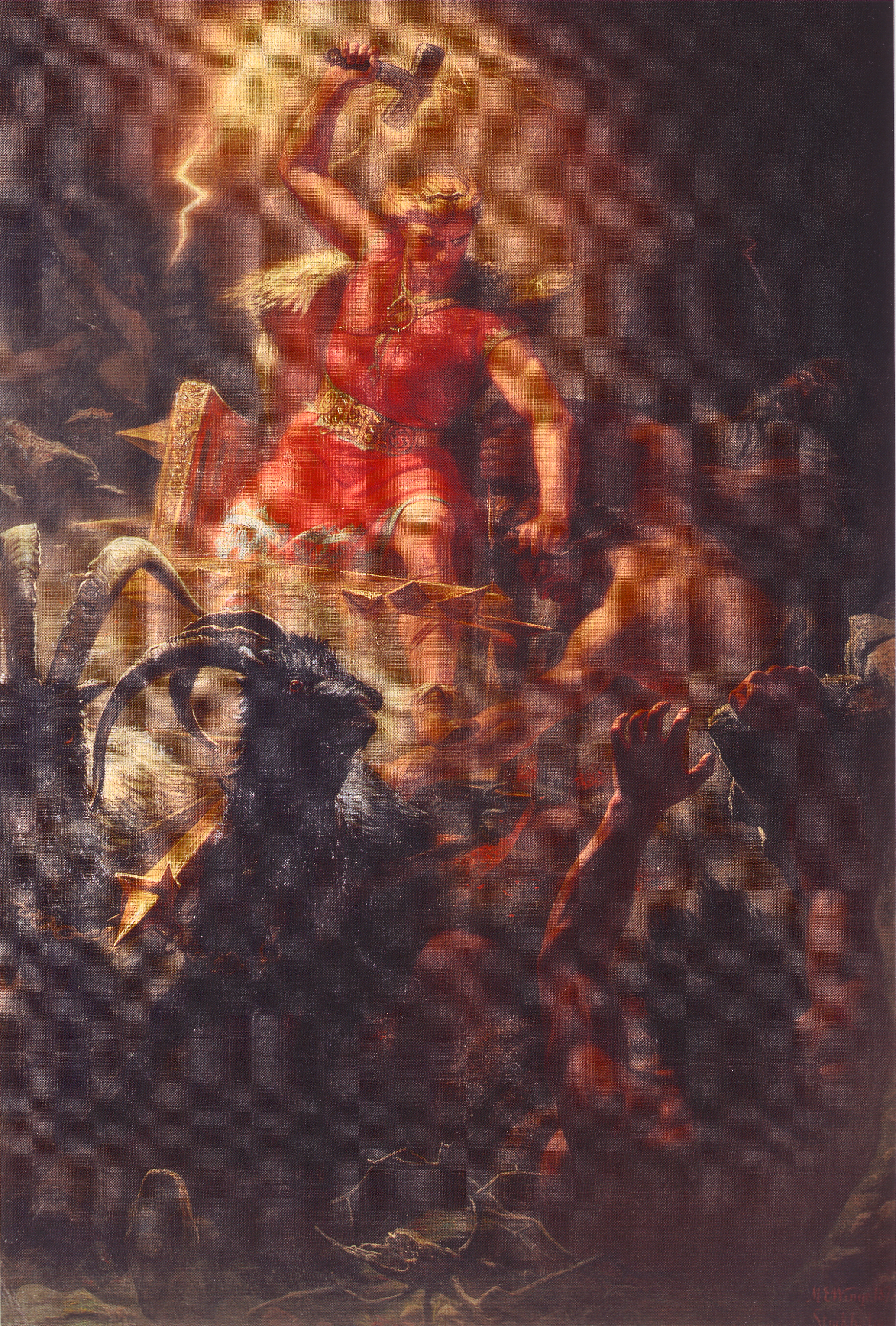
Thor
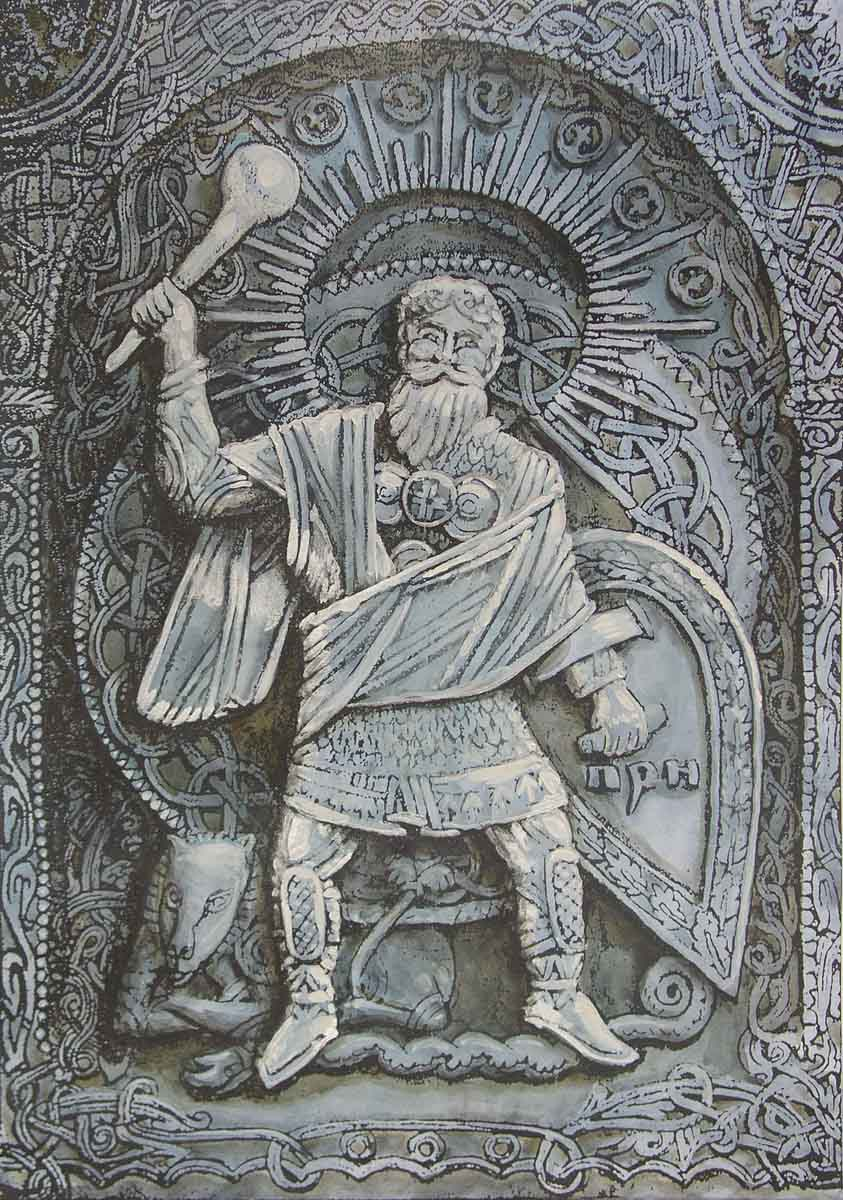
Perun
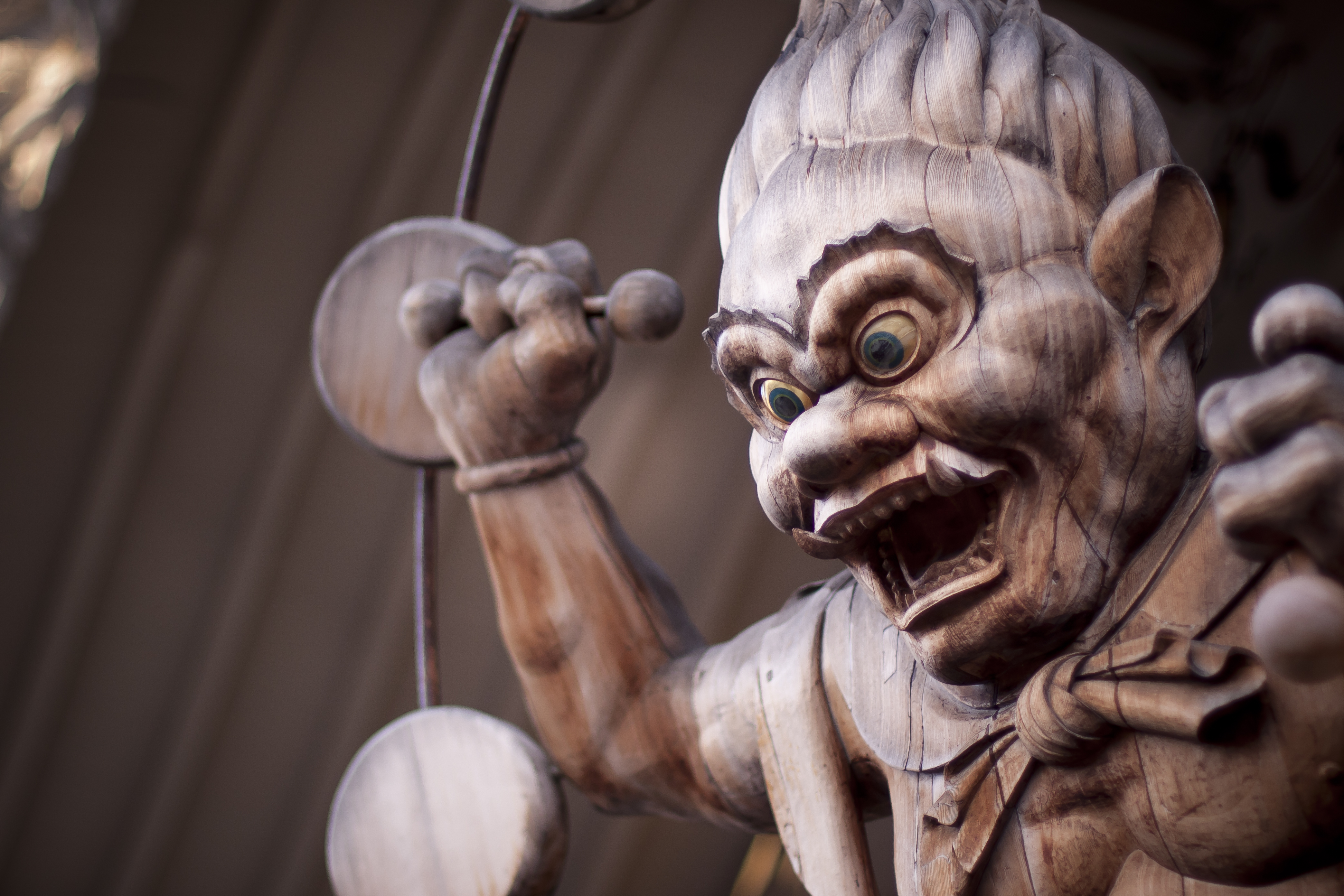
Raijin
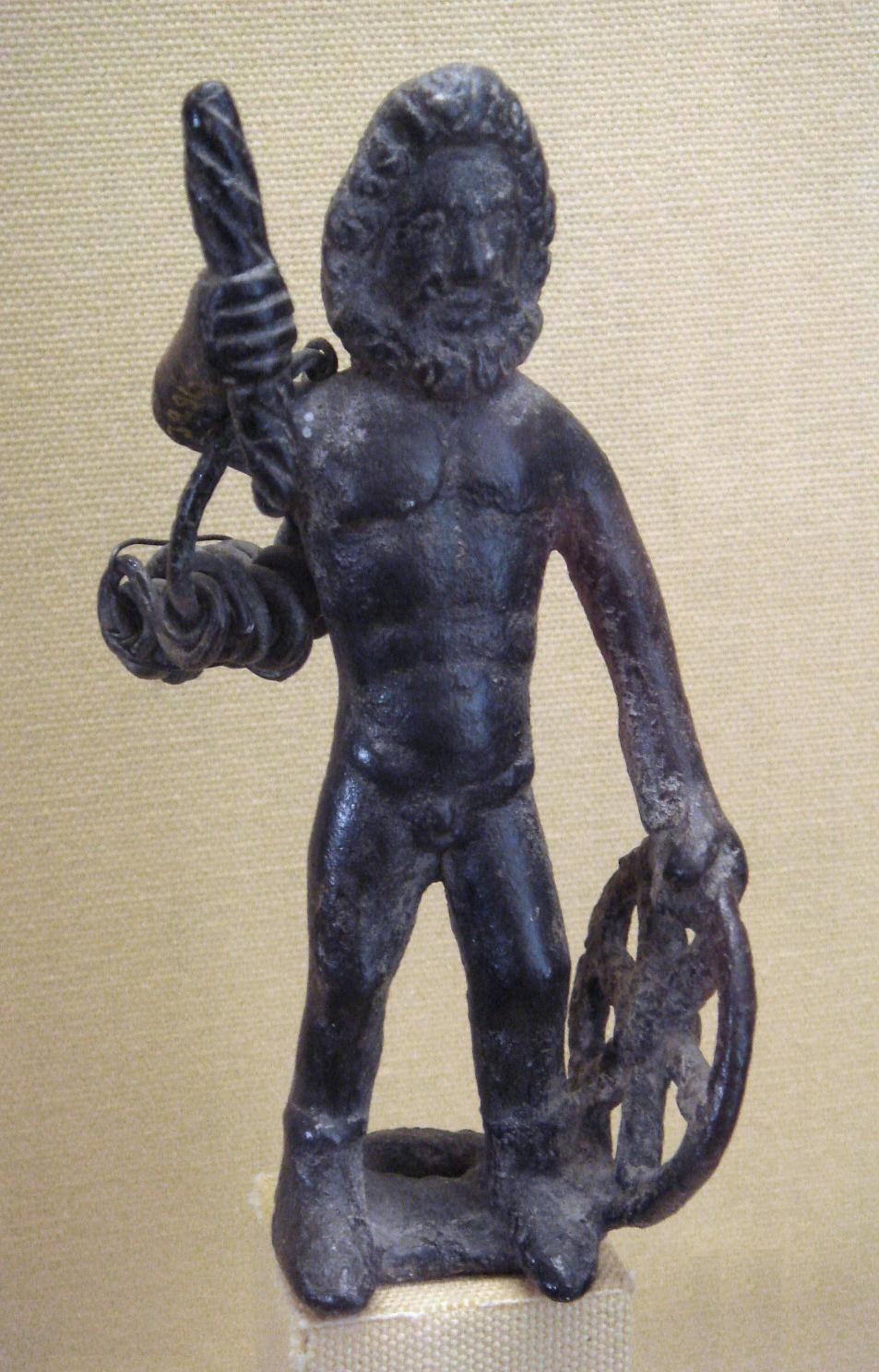
Taranis